# Cours Paul-Ricard
Le cours Paul-Ricard est une voie publique du 8e arrondissement de Paris, en France, qui est particulièrement connu pour abriter le siège mondial de Pernod Ricard.

## Situation et accès
Le cours Paul-Ricard est une voie publique, situé sur une esplanade piétonnière, dont les entrées se situent rues d'Amsterdam et l'impasse d'Amsterdam, située dans le Paris 8e, quartier de l'Europe ; il débute au 28, rue d'Amsterdam, se termine en impasse et rencontre l'impasse d'Amsterdam.
Il est notamment accessible par la gare de Paris-Saint-Lazare et est desservie par :
- les lignes 3 et 13 aux stations Europe et Liège ;
- les lignes 3, 12, 13 et 14 à la station Saint-Lazare ;
- la ligne E du RER à la station Haussmann - Saint-Lazare.

## Origine du nom
La voie rend hommage à Paul Ricard (1909-1997), entrepreneur, cofondateur avec Jean Hémard du groupe Pernod Ricard et mécène,.

## Historique
La voie a été ouverte avec sa dénomination en juillet 2020. Elle apparaît sur certains plans sous le nom de « cour d'Amsterdam ».

## Bâtiments remarquables et lieux de mémoire
- No 1 : Fondation Pernod-Ricard[4]
- No 5 : « The Island », qui est le siège mondial du groupe Pernod-Ricard[5],[6]

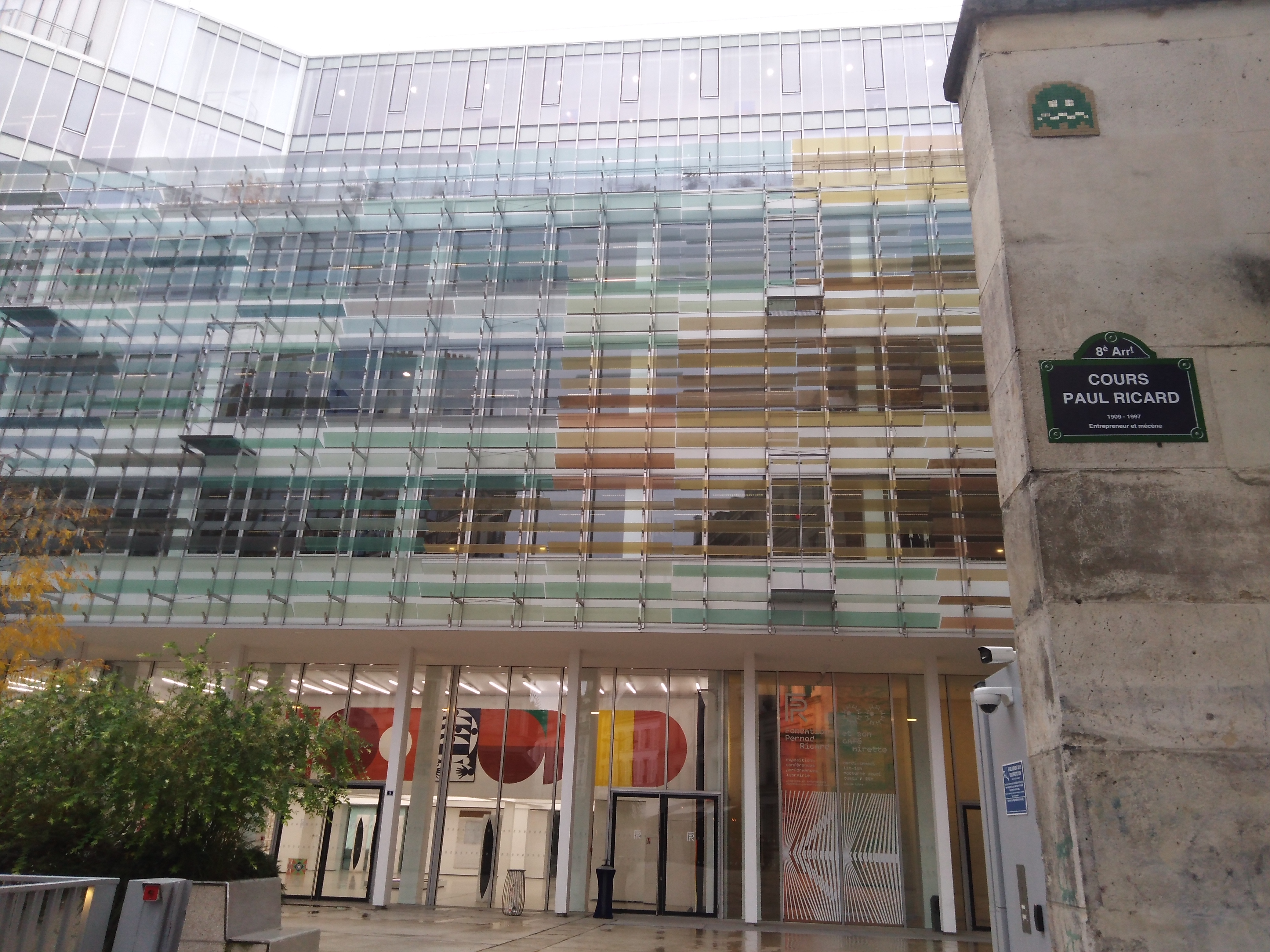
« The Island », siège mondial du groupe Pernod-Ricard, cours Paul-Ricard.
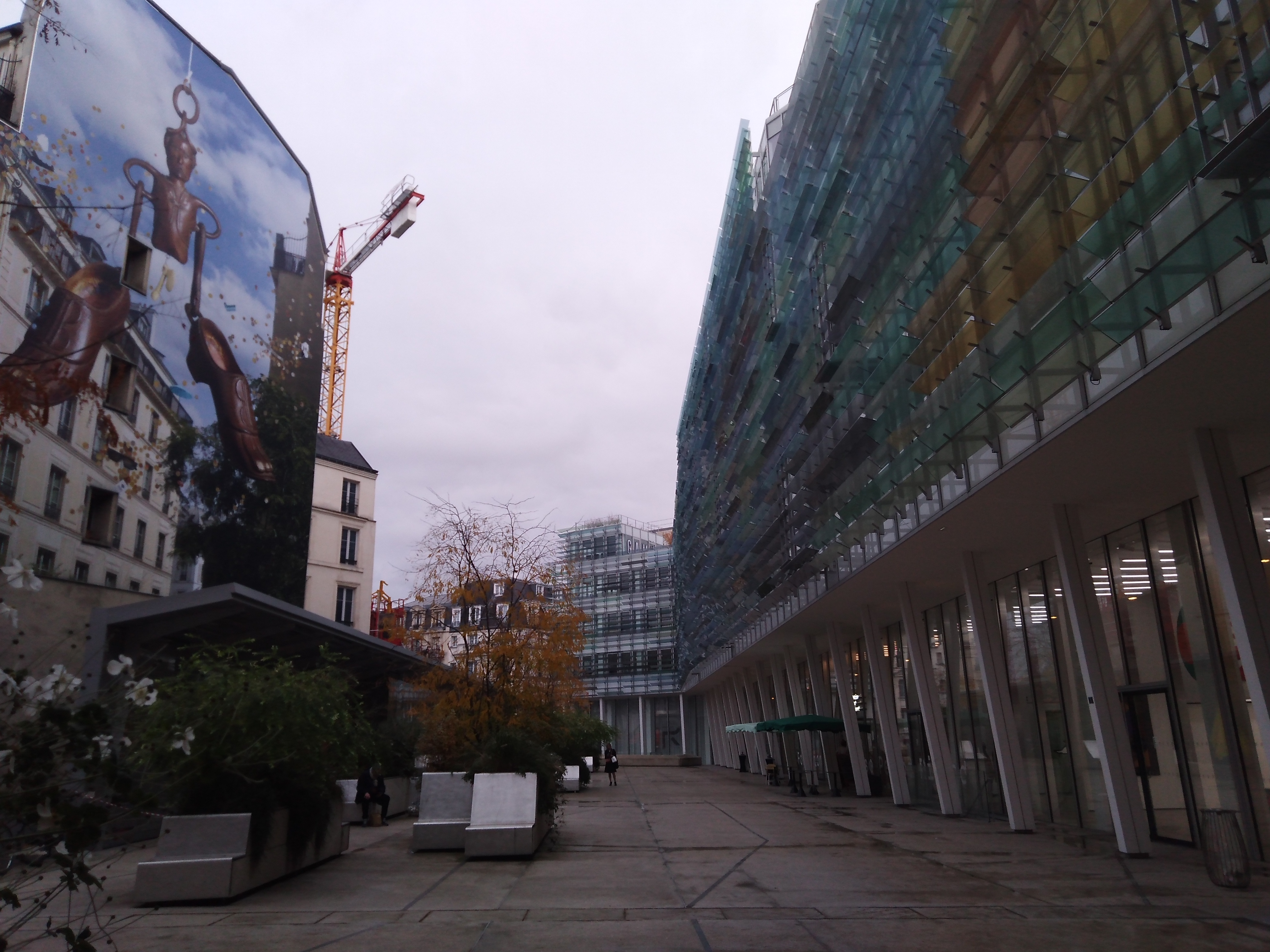
Le cours Paul-Ricard et « The Island », siège mondial du groupe Pernod-Ricard à droite.